# Entanoneura batesella
Entanoneura batesella är en insektsart som först beskrevs av John Obadiah Westwood 1867.  Entanoneura batesella ingår i släktet Entanoneura och familjen fångsländor. Inga underarter finns listade i Catalogue of Life.